# Кристал Лејк (Конектикат)
Кристал Лејк (енгл. Crystal Lake) насељено је место без административног статуса у америчкој савезној држави Конектикат.

## Демографија
По попису из 2010. године број становника је 1.945, што је 486 (33,3%) становника више него 2000. године.
| Група             | 2000.         | 2010.         |
| Белци             | 1.422 (97,5%) | 1.839 (94,6%) |
| Афроамериканци    | 6 (0,4%)      | 16 (0,8%)     |
| Азијати           | 12 (0,8%)     | 16 (0,8%)     |
| Хиспаноамериканци | 15 (1,0%)     | 49 (2,5%)     |
| Укупно            | 1.459         | 1.945         |